# Gérard Chaliand
 (20 août 2025).
Le texte peut changer fréquemment, n’est peut-être pas à jour et peut manquer de recul. N’hésitez pas à participer, en veillant à citer vos sources.
Gérard Chaliand, né le 15 février 1934 à Etterbeek (région de Bruxelles-Capitale) et mort le 20 août 2025 à Paris, est un géostratège et homme de lettres français.
Il est spécialiste des relations internationales et stratégiques, des conflits armés et surtout des conflits irréguliers (guérilla, terrorisme). Ses analyses des insurrections en Asie, en Afrique, en Amérique latine et au Moyen-Orient, principalement fondées sur son expérience de terrain auprès des forces insurgées, ont été publiées dans plus de vingt ouvrages et de nombreux articles de presse.
Gérard Chaliand a passé plus de cinq ans comme professeur invité aux États-Unis, à Harvard, UCLA et UC Berkeley. Il a travaillé de manière autonome tout au long de sa carrière, sans se soucier des perspectives des gouvernements nationaux ni des instituts de recherche. De ce fait, son travail offre un point de vue indépendant sur nombre des conflits majeurs qui ont marqué les XXe et XXIe siècles. Il est également poète.

## Biographie

### Jeunesse et études
Gérard Chaliand quitte sa famille à l'âge de 18 ans pour partir explorer l'Algérie. Il échoue au baccalauréat dans un premier temps, mais est admis à l'Institut national des langues et civilisations orientales. Il y étudie les langues et civilisations asiatiques.
Il soutient en 1975 une thèse de doctorat de 3e cycle en sociologie politique sur les Révolutions dans le Tiers-monde : mythes et perspectives à l'université Paris-Descartes (Paris-V) sous la direction de Maxime Rodinson.
Il se marie avec Juliette Minces, rencontrée à l'INALCO, avec qui il a un fils.

### Premières activités
Gérard Chaliand prend position dès 1954, après un voyage en Algérie en novembre 1952, en faveur de l’indépendance du pays. Il part très jeune faire le tour du monde, et visite tous les continents.
Il s'engage auprès des guérillas de décolonisation en tant qu'observateur participant ; durant plus de vingt ans, il côtoie les combattants d’une quinzaine de maquis sur quatre continents (Afrique, Asie, Amérique latine, Europe de l'Est et Caucase), et notamment en Guinée-Bissau portugaise — aux côtés d'Amílcar Cabral (1964, 1966) avec lequel il noue de véritables liens d'amitié —, dans le delta du fleuve Rouge au Nord-Viêt Nam (1967), dans les provinces de Tolima et Huila en Colombie (1968), avec le Fatah, le FPLP et le FDPLP en Jordanie et au Liban (1969-1970), avec le FPLE en Érythrée (1977), au Kurdistan iranien (1980), et trois fois en Afghanistan (entre 1980 et 1982) ; jusqu'en 2000, il va aussi au Haut-Karabagh, à Sri Lanka, et en Irak. Au total, ses recherches l’ont mené dans une soixantaine de pays.

### Analyste
Dans les années 1970, Gérard Chaliand publie des livres qui connaissent un succès académique certain. Après la sortie de Stratégies de la guérilla (1979), il est invité à donner des cours à l'École nationale d'administration. Il y enseigne de 1980 jusqu'en 1987, puis à l’École de guerre de 1990 à 1995.
En 1983, Chaliand lance l'initiative d'un tribunal permanent des peuples sur le génocide arménien, qui se tient à la Sorbonne en 1984.
En 1990, étudiant la conquête espagnole de l'Amérique, il rejette la théorie du génocide amérindien et critique Tzvetan Todorov, considérant son analyse comme anachronique. Chaliand estime en effet que « l'intention [de tuer] n'a jamais existé chez les colons désireux d'exploiter une main-d'œuvre servile », que les conquistadors espagnols du XVIe siècle, « naturellement prosélytes », « sont convaincus d'apporter la vraie foi », et que la conquête « s'est déroulée dans des conditions dont nous savons, avec notre expérience coloniale, qu'elles sont classiques ».
Son expérience de la guerre, des mouvements de libération, de la guérilla et du terrorisme, réitérée tout au long de sa vie, lui permet de dégager des théories et systèmes proposant des clés d'analyse du fonctionnement des conflits irréguliers. Ses ouvrages de stratégie ou d'analyse, souvent rédigés en collaboration avec d'autres spécialistes, permettent de cerner la nature particulière de la guérilla, ses caractéristiques principales et les modes d'action partagés par tous les groupes se réclamant de cette méthode de combat.
Gérard Chaliand a notamment inventé la notion de « terrorisme publicitaire », dont l'objectif n'est pas tant de provoquer des dommages physiques ou matériels importants chez les adversaires que de placer sur le devant de la scène la cause au nom de laquelle il est mené, afin de rallier les opinions publiques. Par exemple, l’Armée secrète arménienne de libération de l'Arménie (Asala), qui s'est effondrée lorsqu'elle a abandonné sa stratégie initiale pour des attentats meurtriers et non ciblés. Cette forme s'oppose aux groupes qui voient le terrorisme comme une méthode de combat visant à détruire l'adversaire ou à provoquer la panique dans les populations concernées.
Depuis 1980, Il a régulièrement suivi, sur le terrain, les conflits en Afghanistan, en Syrie et en Irak[réf. nécessaire].

### Auteur
Gérard Chaliand a également publié des œuvres poétiques (La Marche têtue, Feu nomade en 1970), théâtrales ou de littérature enfantine : certaines sont de sa plume, d'autres sont des traductions ou des anthologies. Il participe régulièrement aux expéditions du navire « La Boudeuse », avec Patrice Franceschi.
En 2003, il publie un recueil de textes personnels écrits entre 1978 et 2002 (Mémoire de ma mémoire), histoire familiale et collective, sur le poids que représente « non ce [qu'il a] vécu mais ce dont [il a] hérité, l'écho d'un passé, la partie immergée de [son] histoire. L'amont nocturne de [sa] saga […] dont enfant on [lui] a transmis la tragédie et [qu'il a] voulu oublier ». Son père est en effet un rescapé du génocide arménien.
Un film, portrait de Gérard Chaliand à travers la lecture de ses textes les plus personnels, a été réalisé par Alice Ekman en 2023. Intitulé Mémoire Vive, il est disponible en accès libre sur Internet.

## Distinctions
- Prix Castex 1991[12]
- Prix du meilleur livre de géopolitique 2014[13]
- Prix du maréchal-Foch 2017 de l’Académie française pour Pourquoi perd-on la guerre ?[14]

## Publications

### Études
- L'Algérie est-elle socialiste ?, Paris, Maspéro, 1964
- Lutte armée en Afrique, Paris, Maspéro, 1967
- Les paysans du Nord-Vietnam et la guerre, Paris, Maspéro, 1968
- La Résistance palestinienne, Paris, Le Seuil, 1970
- avec Juliette Minces, L'Algérie indépendante, Paris, Maspéro, 1972
- Mythes révolutionnaires du Tiers-monde - Guérillas et socialisme, Paris, Seuil, 1976 (rééd. 1979)
- (dir.), Les Kurdes et le Kurdistan : la question nationale kurde au Proche-Orient, Paris, F. Maspero, coll. « Petite collection Maspero », 1978 (rééd. 1980 et 1981), 369 p.  (ISBN 2-7071-1215-1).
- Stratégies de la guérilla, Mazarine, 1979 (2e éd., Gallimard, NRF, 1984), recueil de textes p. 71-452
- L'enjeu africain. Géostratégies des puissances, Paris, Seuil, 1980, 157 p.
- avec Yves Ternon, 1915, Le génocide des Arméniens, Bruxelles, Complexe, 1981 (rééd. 1991, 2e éd. 2006)
- avec Jean-Pierre Rageau, cartographie Catherine Petit, Atlas stratégique. Géopolitique des rapports de forces dans le monde, Paris, Arthème Fayard, 1983  (ISBN 2724220080)
- Les Faubourgs de l'histoire, Paris, Calmann-Lévy, 1984
- Le crime de silence, Pais, Flammarion, coll. « Champs », 1984 ; rééd. 2015, éd. L'Archipel.
- Terrorisme et guérillas, Flammarion, 1985 (2e éd.: Complexe 1987)
- Repenser le tiers-monde, Bruxelles, Complexe, 1987  (ISBN 9782100759880)
- Miroirs d'un désastre, la conquête espagnole des Amériques, Plon, 1990 (rééd. : Agora, 1992 ; éd. de l'Aube, 2004)
- Anthologie mondiale de la stratégie, Robert Laffont, 1990, 1993, 2001
- avec Jean-Pierre Rageau, Atlas des diasporas, Odile Jacob, 1991
- Le Malheur kurde, Paris, Le Seuil, 1992
- avec Jean-Pierre Rageau, Atlas des empires, Paris, Payot, 1992
- avec Michel Jan, Atlas du nucléaire, civil et militaire, Paris, Payot, 1993
- Stratégies de la guérilla suivi de Voyage dans vingt ans de guérillas, Payot, 1994
- Les bâtisseurs d'histoire, Arléa, 1995
- Les empires nomades de la Mongolie au Danube. Ve siècle avant Jésus-Christ-XVIe siècle, Paris, Perrin, 1995, 218 p. (2e éd. revue et corrigée, Perrin-Tempus, 2005, 220 p.,  (ISBN 978226202421-5)
- Atlas du nouvel ordre mondial, Robert Laffont, 2003
- avec Patrice Franceschi et Jean-Claude Guilbert, De l'esprit d'aventure, Arthaud, 2003
- avec Arnaud Blin (dir.), Histoire du terrorisme de l'Antiquité à Al-Qaïda, Paris, Bayard, 2004, 668 p. ; rééd. sous le titre Histoire du terrorisme de l'Antiquité à Daech, Paris, Fayard, 2015, 750 p., traduit en anglais The History of Terrorism. From Antiquity to al Qaeda, University of California Press, 2007, 483 p.
- Guerres et civilisations. De l'Assyrie à l'époque contemporaine, Odile Jacob, 2005
- Voyage dans quarante ans de guérillas, Lignes de Repères, 2006
- L'Amérique en guerre. Irak-Afghanistan, Editions du Rocher, 2007
- Guérillas. Du Vietnam à l'Irak, Hachette Littératures/Pluriel, 2008  (ISBN 9782012793873)
- Le nouvel art de la guerre, L'Archipel, 2008
- Les guerres irrégulières, Folio Actuel, 2008
- avec Jean-Pierre Rageau, Géopolitique des empires, Arthaud, 2010
- L'impasse afghane, Éditions de l'Aube, 2011
- avec Michel Jan, Vers un nouvel ordre du monde, Paris, Seuil, 2013
- Une histoire mondiale de la guerre, Odile Jacob, 2014
- Pourquoi perd-on la guerre? Un nouvel art occidental, Odile Jacob, 2016
- Terrorisme et politique, Paris, CNRS Éditions, 2017, 64 p.
- La conquête espagnole de l'Amérique : Miroirs d'un désastre, Pluriel, 2018, 317 p.
- Des guérillas au reflux de l'Occident, Éditions Passés composés, 2020, 651 p.  (ISBN 978-2-3793-3051-3)[15]
- Le savoir de la peau, mémoires, L'Archipel, 2022, 324 p.
- Avec Roc Chaliand et Nicolas Rageau, Atlas stratégique - De l'hégémonie au déclin de l'Occident, Autrement, 2022, 160 p.
- Le Grand Tournant géopolitique, préf. Hubert Védrine, Paris, Les Belles Lettres, 406 p., 2025  (ISBN 9782251456645)

### Œuvres littéraires
- La marche têtue suivie de Feu nomade, Éditions de l'Aube, 1996 (poésie)
- avec Georges Mattéi, «Slovik le déserteur» in L'Algérie pour théâtre, éditions de l'Aube, 2003 (théâtre)
- Mémoire de ma mémoire, Julliard, 2003 (récit) ; Éditions Points, 2015
- L'aventureux, entretiens avec Thierry Garcin, Éditions de l'Aube, 2010  (ISBN 978-2-8159-0076-8)
- Mémoires : tome 1. La pointe du couteau, Robert Laffont, 2011
- Feu nomade et autres poèmes, préface de Claude Burgelin, Paris NRF, Gallimard, 2016, 185 p.
- L'aventure, le choix d'une vie, Éditions Points, 2017, 170 p.
- Le vent du hasard, Éditions la Mèche lente, 2018, 254 p. Recueil de préfaces, récits et portraits.
- Aux confins de l'Eldorado : La boudeuse en Amazonie, Éditions Points, 2020, 184 p.

### Éditions
- Ernesto Che Guevara, La Guerre de guérilla et autres textes militaires, avec Juliette Minces, La Découverte, 1961, 2002
- Poésie populaire des Turcs (bilingue), Presses universitaires de Lyon, 1990
- Les voix du sacré. Les plus beaux textes des religions disparues, Paris, Robert Laffont, 1992
- Trésors des récits épiques de l'humanité, Paris, Plon, 1995
- Anthologie de la poésie populaire kurde, Éditions de l'Aube, 1997 (poésie)
- Kautilya, Arthasastra, traité politique et militaire, avec François Richard, Le Félin, 1998
- Mon anthologie universelle de l’amour, Paris, Les Belles Lettres, 464 p., 2023  (ISBN 978-2251454856)